# Bibi Lenhoff
Bibi Linnea Frida Lenhoff, född 30 oktober 2002, är en svensk skådespelare.
Lenhoff medverkade 2012 som "Chloe" i filmen Som en Zorro. 2014 gjorde hon rollen som Marie i SVT Barns ”Pinsamma föräldrar”. År 2015 medverkade hon i en barnroll i Det borde finnas regler. År 2016 medverkade hon som Insta-drottningen i humorserien Skolan.
Lenhoff har även medverkat i musikalen Sound of music år 2017 på Nöjesteatern i Malmö i rollen som nioåriga Brigitta Von trapp. Efter Sound of music gjorde hon rollen som Tessie i musikalen Annie som även den spelades på Nöjesteatern och Lorensbergsteatern i Göteborg under 2018. 
År 2020 har hon blivit uppmärksammad som "Rakel", en av huvudrollerna i julkalendern Mirakel.

## Filmografi
- 2020 – Mirakel (TV-serie)
- 2021 – Bert (TV-serie)